# Bão Ewiniar (2018)
Bão nhiệt đới Ewiniar là một cơn bão nhiệt đới yếu ảnh hưởng đến miền Nam Trung Quốc vào đầu tháng 6 năm 2018. Cơn bão mang lại lượng mưa xối xả và lở đất ở các tỉnh phía Nam. Ewiniar, là cơn bão thứ tư có tên trong mùa bão Tây Bắc Thái Bình Dương 2018, trước tiên được phát triển như một áp thấp nhiệt đới ở phía tây nam Philippines vào ngày 2 tháng 6. Duy trì cường độ của nó trong vài ngày ở Biển Đông, hệ thống di chuyển về phía bắc gần Đảo Hải Nam, nơi nó trở thành một cơn bão nhiệt đới vào ngày 6 tháng 6. Cơn bão đổ bộ ngay sau đó và nhanh chóng suy yếu xuống mức thấp còn lại vào ngày 9 tháng 6, trước khi tan rã bốn ngày sau đó.

## Lịch sử khí tượng
Trung tâm Cảnh báo Bão Liên hợp (JTWC) bắt đầu theo dõi một sự xáo trộn nhiệt đới đã phát triển khoảng 139 dặm (86 km) về phía đông nam của Puerto Princesa, Palawan. Tại thời điểm này, hệ thống được đặt trong một môi trường rất thuận lợi với tốc độ gió tương đối thấp giữa 5–10 hải lý và nhiệt độ bề mặt biển (SST) trên 31 °C (88 °F). Sau đó, JTWC đã ban hành một Cảnh báo Hình thành Cyclone Nhiệt đới (TCFA) cho hệ thống vào ngày hôm sau. Đến 00:00 UTC vào ngày 2 tháng 6, Cơ quan Khí tượng Nhật Bản (JMA) đã phân loại hệ thống này là một áp thấp nhiệt đới và bắt đầu đưa ra các khuyến cáo, ước lượng 10 phút duy trì gió ở tốc độ 55 km/h (35 dặm một giờ). Chín giờ sau, JTWC theo sau phù hợp và đưa ra mã định danh 05W. Sự đối lưu chỉ bị giới hạn khi nó được đưa vào trung tâm lưu thông cấp thấp của hệ thống (LLCC). Vào ngày 3 tháng 6, 05W đã bước vào một môi trường không thuận lợi với việc cắt gió vừa và cao, bất chấp các SST ấm áp. Do đó, sự đối lưu sâu sắc đã bị xa lánh khỏi trung tâm đã góp phần vạch trần và kéo dài LLCC.
05W vẫn là một áp thấp nhiệt đới yếu do liên tục có gió cắt cao cho đến ngày 5 tháng 6, khi hệ thống bắt đầu tổ chức lại với một đối lưu được cải thiện và sâu hơn trong khi nằm trong một khu vực mà cắt đã được giảm. Việc đối lưu bùng nổ liên tục cùng với việc cắt yếu hơn đã khiến JTWC nâng cấp 05W lên một cơn bão nhiệt đới trước 21:00 UTC cùng ngày.Vào 00:00 UTC ngày 6 tháng 6, JMA cũng nâng cấp hệ thống lên một cơn bão nhiệt đới, nhận tên Ewiniar, cơn bão thứ tư có tên trong mùa. Trong khoảng thời gian đó, hình ảnh vệ tinh đã mô tả một khu vực u ám dày đặc ở trung tâm đang che khuất LLCC của nó. Tuy nhiên, theo JTWC, vào lúc 09:00 UTC của ngày hôm đó, sự đối lưu sâu sắc đã giảm đi một chút khiến cho cơn bão suy yếu trở lại áp thấp nhiệt đới. Đến 06:00 UTC ngày 7 tháng 6, JMA đã tuyên bố rằng Ewiniar đã đạt đến cường độ đỉnh cao với 10 phút duy trì gió dài 75 km/h (45 mph) cùng với áp suất khí quyển tối thiểu là 998 hPa (29,47 inHg). Cùng thời điểm đó, JTWC đã nâng cấp lại Ewiniar trở lại với một cơn bão nhiệt đới vì sự đối lưu đã trở nên sâu sắc trở lại, với đỉnh cao 1 phút được công nhận chỉ 65 km/h (40 dặm / giờ). Mặc dù sáu giờ sau, hình ảnh vệ tinh mô tả rằng dải đối lưu bắt đầu phân hủy khi Ewiniar gần bờ biển phía nam Trung Quốc, và điều này đã khiến JTWC đưa ra lời khuyên cuối cùng về Ewiniar vào 21:00 UTC cùng ngày. Tuy nhiên, JMA đã theo dõi hệ thống cho đến 00:00 UTC vào ngày 9 tháng 6, khi hệ thống nhanh chóng bị thoái hóa thành một vùng ÁP thấp còn sót lại. Tuy nhiên, tàn dư của cơn bão vẫn tiếp tục tồn tại, di chuyển ra biển và băng qua Đài Loan, trước khi tan biến vào ngày 12 tháng Sáu.

## Ảnh hưởng

### Việt Nam
Khi hệ thống gần trung tâm Việt Nam, các quan chức chính phủ tại thành phố Đà Nẵng và tỉnh Quảng Nam đã kêu gọi các tàu thuyền hoạt động ngoài khơi trở về Hồng Kông để trú ẩn và nhiều nông dân đang vội vã thu hoạch trước khi thời tiết quay xấu .Vào  ngày 2 tháng 6, chịu ảnh hưởng của nó, đã có những trận mưa lớn ở nhiều nơi ở miền trung và miền nam Việt Nam . Thành phố Hồ Chí Minh bị ngập lụt đường phố .Hoàng Sa bắt đầu mưa từ buổi chiều cùng ngày, và gió cấp 7 cơn gió được đo mỗi sáng. Để đảm bảo an toàn, việc đóng cửa cảng dẫn đến 2.000 người bị mắc kẹt .